# Айтилла
Айтилла, Эфилла или Этилла (др.-греч. Αἴθιλλα или Αἴθυλλα) — персонаж древнегреческой мифологии.
Дочь троянского царя Лаомедонта, сестра царя Приама, пленница Протесилая.
По одному из вариантов мифа Протесилай не погиб во время Троянской войны, а, пережив опасности, взяв с собой пленницу Айтиллу, сестру Приама, высадился у полуострова Паллены.
Когда Протесилай отлучился от корабля, Айтилла уговорила женщин сжечь корабли. Вынужденный задержаться, Протесилай основал здесь город Сикион (Скиону).